# 鈴木昭汰
鈴木 昭汰（すずき しょうた、1998年9月7日 - ）は、茨城県土浦市出身のプロ野球選手（投手）。左投左打。千葉ロッテマリーンズ所属。

## 経歴

### プロ入り前
土浦市立東小学校1年時から美浦ブレーブスで野球を始め、3年時からは永国東ジャイアンツでプレー。
土浦市立土浦第四中学校に進学し、土浦霞ケ浦ボーイズに所属。チームメイトかつ同級生に佐野如一がいた。全国大会で準優勝を果たし、U-15の日本代表入りした。
常総学院高校進学後は、1年秋からエースを務め、2年春の第87回選抜高等学校野球大会に出場。初戦の米子北戦で7回6安打無失点で勝利を収めると、続く今治西戦でも7回と1/3を1安打無失点で勝利し、ベスト8進出を果たした。準々決勝の、福田光輝擁する大阪桐蔭戦では8回6安打5失点（自責3）で完投するも、チームは5-3で敗退した。2年夏の第97回全国高等学校野球選手権茨城大会では、4回戦で東洋大牛久に敗れ、甲子園出場はならなかった。2年秋の秋季関東大会では、初戦で藤平尚真擁する横浜高校に勝利すると、2回戦、準決勝と勝ち上がり、3年春に第88回選抜高等学校野球大会に出場するも、初戦で鹿児島実業に敗れた。3年夏は第98回全国高等学校野球選手権大会に出場し、3回戦で高校BIG3の一角であった寺島成輝に投げ勝ち、ベスト8進出に貢献した。準々決勝の九鬼隆平、松尾大河擁する秀岳館戦では、3回4安打2失点で降板し、敗退した。
鈴木は元々高卒でプロ入りする意向を示していたが、プロスカウトからの評価が高くはないことを知った常総学院佐々木監督が大学進学を勧めた。鈴木は熟考した末に、プロ志望届を提出しなかった。
常総学院高校卒業後は法政大学に進学。リーグ戦では、1年秋に3試合に登板したが、2年時には登板なしに終わった。3年秋は主に中継ぎとして登板し、規定投球回未達ながら、7試合で防御率0.56の活躍を見せた。新型コロナウイルス感染拡大の影響で4か月遅れて実施された4年春のリーグ戦では先発・中継ぎで4試合に登板し、防御率1.54と安定した成績でリーグ優勝に貢献。4年秋のリーグ戦では、10月25日までの第6週が終わった時点で、6試合に登板し、早川隆久に次ぐ防御率0.84の成績を残した。
10月26日のドラフト会議では、早川を抽選で外した千葉ロッテマリーンズと東京ヤクルトスワローズの2球団から1位指名を受け、抽選の結果ロッテが交渉権を獲得。12月4日に、契約金1億円プラス出来高5000万円、年俸1600万円で契約合意した（金額は推定）。背番号は35。

### ロッテ時代
2021年は開幕ローテーション入りを果たし、3月28日の福岡ソフトバンクホークス戦でプロ初登板初先発。5回1安打6奪三振2失点の好投もプロ初勝利とはならず、その後も好投を続けたが、白星に恵まれなかった。4月25日のソフトバンク戦でも6回1/3を投げて2失点と好投し、5試合目にしてようやくプロ初勝利を手にした。5月に入って佐々木朗希が先発ローテーションに加わると、左の中継ぎが不足しているチーム事情もあり、鈴木はリリーフに配置転換され、5月16日の埼玉西武ライオンズ戦ではプロ初ホールドを記録した。しかし、石川歩が右肘痛で離脱し、交流戦からは再び先発に配置転換されたものの、2試合連続で5回持たずに降板となり、6月5日に初の登録抹消となった。同23日の一軍再昇格以降は先発に中継ぎと流動的な起用法となり、シーズン後半は特にロングリリーフで存在感を見せ、クライマックスシリーズでもチームの左腕で唯一リリーフ待機をするなど、流動的な登板も調整をこなして左投手が手薄なチームの力になった。ルーキーイヤーは一軍で23試合（12先発）に登板し、1勝4敗1ホールド・防御率4.08を記録。オフに400万円増となる推定年俸2000万円で契約を更改した。
2022年も2月の実戦から起用法が定まっていなかったが、前年24ホールド（チーム2位）を記録したハーマンが退団し、佐々木千隼（同1位）と唐川侑己（同3位）は開幕に間に合わず、さらにトレードによる途中加入から後半戦のセットアッパーを務めた国吉佑樹はオープン戦で不安定な投球が続いた。このようなチーム事情に加え、鈴木自身はオープン戦で6試合に登板し、6回1/3を被安打0・奪三振7・防御率0.00と好投したことから、中継ぎとして開幕を一軍で迎えた。しかし、のちに本人が「最初はもう、思い出したくないですね」と苦笑いしながら語ったほど、開幕後は大きく状態を落とし、制球を乱して一死も奪えずに降板する試合があったなど結果を残せず、4月16日に出場選手登録を抹消された。その後は二軍でストレートの球威を徐々に取り戻し、イースタン・リーグで14試合に登板して防御率2.69、特に8月は3試合・16回2/3を投げ、奪三振23・与四球2・防御率1.08と結果を残し、8月25日の西武戦でシーズン初先発。4回途中3失点で勝敗は付かず、翌26日に出場選手登録を抹消されたが、二軍で結果を残し、9月12日の北海道日本ハムファイターズ戦で再び一軍での先発機会を掴むと、6回0/3を無失点と好投し、シーズン初勝利を挙げた。ただ、この年は6試合（3先発）の一軍登板にとどまり、オフに400万円減となる推定年俸1600万円で契約を更改。また、11月23日に背番号が47へ変更となることが球団から発表された。
2023年は開幕を二軍で迎え、イースタン・リーグでは7試合の登板で防御率2.57・奪三振率12.86を記録し、5月3日に出場選手登録。翌4日の東北楽天ゴールデンイーグルス戦でシーズン初登板となったが、1/3回を3安打2四球2失点。打球が右すね付近に直撃したこともあり、5月5日に出場選手登録を抹消された。7月4日に再登録されるも、1試合に登板したのみで同15日に特例2023で登録抹消。8月24日に一軍復帰を果たし、安定した投球を見せていたが、9月18日に出場選手登録を抹消された。同23日に特例2023の代替指名選手として再登録されると、翌24日のソフトバンク戦は佐々木朗希が発熱で先発予定を回避し、急遽ブルペンデーとなり、鈴木は2番手として3イニングを1失点（自責点0）に抑えた。その後は10月5日に出場選手登録を抹消され、この年は13試合のリリーフ登板で防御率2.76を記録。ポストシーズンでは10月15日に出場選手登録され、同日のソフトバンクとのCSファーストステージ第2戦では2回2/3を無失点と好投し、オリックス・バファローズとのファイナルステージにも1試合登板した。オフに200万円増となる推定年俸1800万円で契約を更改した。
2024年はリリーフとして2年ぶりに開幕を一軍で迎えた。開幕から無失点投球を続けると、守護神の益田直也が不振で出場選手登録を抹消されているチーム事情もあり、4月17日の西武戦では2点リードの9回表から登板。1イニングを無失点に抑え、プロ初セーブを挙げた。同20日に益田が一軍へ昇格したことで、その後は主に勝ちパターンで起用され、開幕から14試合連続無失点、0勝0敗6ホールド1セーブを記録。5月12日の日本ハム戦で益田が2点リードを守れず、一死も取れずに降板していたこともあり、同15日のオリックス戦では鈴木が1点リードの9回表に登板したが、安打と犠打でピンチを招いて降板。後を受けた澤村拓一が二死三塁から西川龍馬をセカンドゴロに打ち取るも、この打球を藤岡裕大がファンブルし、自責点0ながら鈴木にシーズン初失点が記録された。28試合目の登板となった6月29日のオリックス戦では、杉本裕太郎に勝ち越しかつ決勝の2点本塁打を被弾し、シーズン初の自責点・黒星を喫したが、その後も抜群の安定感を示し、監督推薦でオールスターに初選出。球宴第2戦に5番手として登板し、1イニングを無失点に抑えた。後半戦では、9月に疲労によるパフォーマンス低下でベンチ外となった試合があったものの、登録抹消されることはなく、レギュラーシーズンを一軍で完走し、この年はチームトップの51試合に登板。2勝2敗5セーブ・防御率0.73、リーグ2位の27ホールドとシーズンを通して安定した投球を披露し、飛躍の1年となった。シーズン終了後には第3回プレミア12（詳細後述）に出場し、オフに3倍増となる推定年俸5400万円で契約を更改した。
2025年は2年連続で開幕一軍入りを果たした。この年のチームのブルペン運用は順不同、適材適所という方針であり、鈴木も状況に応じての起用となり、5月27日の登板を終えた時点では14試合に登板し、0勝0敗5ホールド4セーブ・防御率1.93を記録。ただ、その後は3登板で2度の救援失敗→10試合連続無失点＆ホールドポイント→2試合連続救援失敗と好不調の波が激しく、7月19日に出場選手登録を抹消された。

## 代表経歴

### 第3回プレミア12
2024年10月9日、第3回プレミア12の日本代表に選出されたことが発表された。
11月16日のオープニングラウンド・台湾戦の6回裏、3点リードの二死一・三塁という場面で初登板となり、無失点の火消しを見せた。翌17日の同ラウンド・キューバ戦の6回表、1点リードの6回表二死満塁から登板し、空振り三振を奪って2日連続で火消しに成功。ただ、続投した7回表は一死一・二塁のピンチを招いて降板し、後を受けた清水達也の適時失策で鈴木に2失点（自責点0）が記録された。同大会では3試合に登板し、防御率0.00を記録した。

## 選手としての特徴
| 球種       | 配分 % | 平均球速 km/h | 被打率 |
| ---------- | ------ | ------------- | ------ |
| ストレート | 58.0   | 146.9         | .256   |
| スライダー | 30.6   | 127.9         | .117   |
| ツーシーム | 11.0   | 133.8         | .105   |
| スプリット | 00.4   | 130.5         | .000   |

本人も「（自信のある球種は）真っ直ぐとスライダーです。そのコンビネーションでしっかり三振を奪えるピッチングをしたいです」と話した力強いストレートと鋭いスライダーで三振を狙う強気のピッチングスタイルが魅力の左腕。
ストレートは最速153km/hを計測。スライダーは2024年シーズンにリーグ2位の被打率.117を記録している。持ち球はその他に、ツーシーム、フォーク、カーブなどがある。

## 人物・エピソード
愛称は「すずしょー」。
佐野如一（元オリックス）とは幼馴染の親友で、中学時代は同じ陸上部に入り、土浦霞ケ浦ボーイズではバッテリーを組んでいた。
子どもの頃から水風呂好きである。大学時代からはサウナも好きになったが、プロ入り後はサウナに毎日は行けないため、試合後の自宅や遠征先ホテル、ときには試合前の球場の浴場で、お湯の浴槽と水風呂の交代浴をするという。

## 詳細情報

### 年度別投手成績
| 年 度     | 球 団     | 登 板 | 先 発 | 完 投 | 完 封 | 無 四 球 | 勝 利 | 敗 戦 | セ 丨 ブ | ホ 丨 ル ド | 勝 率 | 打 者 | 投 球 回 | 被 安 打 | 被 本 塁 打 | 与 四 球 | 敬 遠 | 与 死 球 | 奪 三 振 | 暴 投 | ボ 丨 ク | 失 点 | 自 責 点 | 防 御 率 | W H I P |
| --------- | --------- | ----- | ----- | ----- | ----- | -------- | ----- | ----- | -------- | ----------- | ----- | ----- | -------- | -------- | ----------- | -------- | ----- | -------- | -------- | ----- | -------- | ----- | -------- | -------- | ------- |
| 2021      | ロッテ    | 23    | 12    | 0     | 0     | 0        | 1     | 4     | 0        | 1           | .200  | 341   | 79.1     | 78       | 10          | 28       | 0     | 2        | 76       | 2     | 0        | 38    | 36       | 4.08     | 1.34    |
| 2022      | ロッテ    | 6     | 3     | 0     | 0     | 0        | 1     | 3     | 0        | 0           | .250  | 65    | 12.1     | 22       | 1           | 9        | 0     | 0        | 5        | 0     | 0        | 10    | 10       | 7.30     | 2.51    |
| 2023      | ロッテ    | 13    | 0     | 0     | 0     | 0        | 0     | 0     | 0        | 0           | ----  | 67    | 16.1     | 12       | 2           | 7        | 0     | 0        | 13       | 0     | 0        | 8     | 5        | 2.76     | 1.16    |
| 2024      | ロッテ    | 51    | 0     | 0     | 0     | 0        | 2     | 2     | 5        | 27          | .500  | 194   | 49.1     | 32       | 2           | 18       | 0     | 1        | 42       | 1     | 0        | 7     | 5        | 0.73     | 1.01    |
| 通算：4年 | 通算：4年 | 93    | 15    | 0     | 0     | 0        | 4     | 9     | 5        | 28          | .308  | 667   | 157.1    | 144      | 15          | 62       | 0     | 3        | 136      | 3     | 0        | 60    | 56       | 3.15     | 1.31    |

- 2024年度シーズン終了時

### 年度別守備成績
| 年 度 | 球 団  | 投手  | 投手  | 投手  | 投手  | 投手  | 投手     |
| 年 度 | 球 団  | 試 合 | 刺 殺 | 補 殺 | 失 策 | 併 殺 | 守 備 率 |
| ----- | ------ | ----- | ----- | ----- | ----- | ----- | -------- |
| 2021  | ロッテ | 23    | 2     | 5     | 0     | 1     | 1.000    |
| 2022  | ロッテ | 6     | 1     | 1     | 0     | 0     | 1.000    |
| 2023  | ロッテ | 13    | 1     | 3     | 0     | 0     | 1.000    |
| 2024  | ロッテ | 51    | 2     | 8     | 0     | 1     | 1.000    |
| 通算  | 通算   | 93    | 6     | 17    | 0     | 2     | 1.000    |

- 2024年度シーズン終了時

### 記録
初記録
投手記録
- 初登板・初先発登板：2021年3月28日、対福岡ソフトバンクホークス3回戦（福岡PayPayドーム）、5回2失点で勝敗つかず[13]
- 初奪三振：同上、1回裏に今宮健太から見逃し三振
- 初勝利・初先発勝利：2021年4月25日、対福岡ソフトバンクホークス6回戦（ZOZOマリンスタジアム）、6回1/3を9安打2失点[16]
- 初ホールド：2021年5月16日、対埼玉西武ライオンズ9回戦（ZOZOマリンスタジアム）、6回表に2番手で救援登板、1回無失点[113]
- 初セーブ：2024年4月17日、対埼玉西武ライオンズ4回戦（ZOZOマリンスタジアム）、9回表に3番手で救援登板・完了、1回無失点[67]

打撃記録
- 初打席：2021年6月4日、対横浜DeNAベイスターズ1回戦（横浜スタジアム）、2回表に京山将弥から二ゴロ

その他の記録
- オールスターゲーム出場：1回（2024年）

### 背番号
- 35（2021年[12] - 2022年）
- 47（2023年[47] - ）

### 登場曲
- 「月色ホライズン」［Alexandros］（2021年 - ）

### 代表歴
- U-15 アジアチャレンジマッチ2013
- 2024 WBSCプレミア12 日本代表